# Latrecey-Ormoy-sur-Aube
Latrecey-Ormoy-sur-Aube é uma comuna francesa na região administrativa de Grande Leste, no departamento de Haute-Marne. Estende-se por uma área de 46,27 km². Em 2010 a comuna tinha 302 habitantes (densidade: 6,5 hab./km²).